# 強國人
強國人作為指代中華人民共和國（或其居民）的稱呼，有負面和正面兩種意涵。這2個稱呼區別於政治學的大國（英語：great power）。

## 詞源

### 批評意涵
對「強國」的大規模宣傳始於1984年，該年洛杉磯奧運因蘇聯等東歐國家缺席，中國意外贏得15枚金牌，國家體委遂提出「世界体育强国」口号。1988年4月，篮球教练赵瑜的報告文學《强国梦》揭露中国体育体制外強中乾的弊病，尤其批判國家體委基於「金牌至上」策略對全民体育、運動员的健康均置之不理，而且「金牌至上」助想狭隘中国民族主义。《强国梦》獲得全國報章讚揚，部份內容成為1988年6月首播的央視紀錄片《河殤》的開場白。1988年9月漢城奧運，因為苏联和東歐國家恢復參賽，提出了四年「体育强国」口號的中國的金牌數目從15塊跌至5塊，自此「强国」和「强国梦」衍生了批判的含意。
2010年前後，互聯網上對於中国和平崛起卻過份傲慢或者「德不配位」的批評漸多，衍生了「強國」的反諷稱呼。而「體育強國」因為假球事件再次成為焦點，2012年香港東方日報評論「強國的風采在今屆倫敦奧運再次表露無遺，獎牌榜上儘管贏得大量金牌領先群雄，可是體育精神輸得一塌糊塗，枉稱體育大國也。于洋和王曉理枉稱世界第一，在女子羽毛球雙打比賽之中居然刻意求敗打假波，弄來一場大醜聞，結果敗的不止一場比賽，而是國家形象。」該次中國隊的假球事件亦引起中國大陸媒體普遍批評，但一般沒有扣上「強國」的反諷語。
2012年，梁振英和習近平先後分別出任香港行政長官和中共總書記，兩人任內激發「中港矛盾」，中國游客的不文明行為和游客們散發的強國傲慢，衍生了「強國人」的反諷稱呼。《頭條日報》指出，應該批判旅客的個人行為而非批判一國的文明程度，「『強國人』此語是針對一類人，而非一種行為，是盲目的偏見，非常危險。我們可斥責隨街大小便、打尖（註：插队）等惡行，但毋須把這些醜態都算到內地同胞的頭上」。

### 正面意涵
中華民國北京政府任內，1919年12月15日，上海学生联合会和南洋公學主辦的商界义务学校，教員茅以新向學生调查「你将来大了想做怎样一个人」，10個選項有：商人、造工厂的人、于世界有用的人、于国家有功的人、将军、专贩国货的大商人、革命的人、强国人、好人、大官。
2019年，中共中央宣傳部推出「学习强国」的學校教學用移動應用app，內容以閱讀习近平语录為主，app的名稱可以理解為「學習近平，把國家變强国」。2020年10月23日，江蘇如東縣新闻出版局举办“我们都是强国人”的学习强国阅读分享會。2020年12月12日，安徽合肥包河区的文明辦為了宣傳学习强国app，招集「400余位强国人边答题边感受青山绿水」。

## 類似稱呼
- 強國在普通話的同音詞「牆國」是對中國網路長城的諷刺。
- 類近反諷詞：「天朝」、「你國」、「你支」、「脫支」、「脫脂」、「桂枝」、「鱉國」、「兲朝」[10]
- 《强国梦》、“实现中华民族伟大复兴的中国梦”、中国崛起、中国和平崛起
- 對於中國大陸居民的貶稱：阿燦、大陸仔、大陸喱、大陸妹 (貶稱)、426 (死阿陸)
- 天龍人，源自日本動漫《ONE PIECE》對世界貴族的稱呼，諷刺香港政商界偏袒大陸人。